# Manuel Staub
Manuel Staub (* 10. Januar 1995) ist ein Schweizer Unihockeyspieler, welche beim Nationalliga-A-Verein Zug United unter Vertrag steht.

## Karriere
Staub stammt aus dem Nachwuchs des Grasshopper Club Zürich. Nachdem er die gesamte Nachwuchsabteilung von GC durchlief, debütierte er während der Saison 2012/13 erstmals für die Stadtzürcher. 
2016 wechselte Staub  nach drei vollen Saisons in der höchsten Spielklasse zu Zug United in die Nationalliga B. Mit Zug United gelang ihm der Aufstieg in die Nationalliga A bereits nach einer Saison. Am 25. Februar 2021 gab Zug United bekannt, dass der Vertrag mit dem Verteidiger verlängert wurde.